# Picacho (Lied)
Picacho ist ein Lied des US-amerikanischen Rappers Young Thug aus dem Jahre 2013, welches er zusammen mit dem Musiker Maceo aufnahm. Es ist auf seinem Mixtape 1017 Thug enthalten und wurde von den Künstlern selbst geschrieben sowie von Jay Neutron produziert.

## Musik und Text
Picacho ist ein Southern Hip-Hop-Song, dessen Beat sich nebst den genretypischen 808-Bass Drums, Hi-Hats, Snares und Claps vor allem durch ein einfaches, einprägsames Synthesizer-Motiv auszeichnet, welches kontinuierlich während des gesamten Liedes gespielt wird. Young Thug rappt die erste und dritte Strophe und trägt den Refrain vor, welcher ansatzweise gesungen wird; Maceo übernimmt den Rap im zweiten Vers. Die Darbietung des Hauptinterpreten wechselt dabei fortlaufend Lautstärke und Tonfall, die des Gastmusikers klingt im Vergleich dazu konventioneller und einheitlicher. Nach Beendigung der letzten Hook hört das Lied abrupt auf, da es nahtlos in den nächsten Titel des Mixtapes übergeht. Im Text prahlen die beiden Rapper mit ihrem Lebensstil, welcher aus einer ausgeprägten Libido, großem Reichtum, Luxusgütern wie Schmuck und dem Handel mit Drogen besteht. Besondere Aufmerksamkeit wird dabei den Diamanten zuteil, welche die Künstler tragen, und welche vor allem im Chorus zentraler Teil mehrerer lyrischer Kniffe sind. Der Titel "Picacho" ist dabei als Wortspiel sowohl mit der Pokémon-Spezies Pikachu als auch mit dem Homophon "peek at you" (etwa "dich anlugen") zu verstehen: die Juwelen Young Thugs strahlen so hell wie die Attacken des Elektro-Pokémons, sodass sie dem Betrachter sofort ins Auge stechen, zeitgleich bewegt er sich durch einen Nachtclub und beobachtet Leute.

## Kritik
Obwohl Picacho weder eine Singleauskopplung noch ein kommerzieller Erfolg war, erhielt der Song insbesondere von der amerikanischen Musikpresse äußerst großen Zuspruch und war dasjenige Lied, welches den kritischen Durchbruch des damals noch aufstrebenden Interpreten einleitete. Es wurde in mehreren Texten zu 1017 Thug, dem Mixtape, von dem es entstammt, als herausstechender Titel hervorgehoben und gilt als eines der großartigsten Musikstücke, welche Young Thug veröffentlichte. Spin, Pitchfork und Rolling Stone ernannten den Song jeweils zu einem der besten des Jahres 2013. Diverse Kritiker beschrieben Picacho auf positive Weise als bizarr und exzentrisch. Der Rapstil und der Stimmvortrag des Musikers wären derart unberechenbar und verrückt, dass andere, seinerzeit bekanntere Genrevertreter wie Future (mit welchem er später ein Kollaborationsalbum aufnahm) im Vergleich dazu regelrecht normal erscheinen würden. Gepriesen wurde, wie viel Young Thug aus der Prämisse des Liedes heraushole, sodass er eigenwilligen Wortwitz, originelle Metaphern und einprägsame Melodien vereine. Auch die verspielte Produktion von Jay Neutron wurde gelobt. Einige Rezensenten sahen in Young Thug einen vielversprechenden Nachfolger des Rappers Lil Wayne, welcher in den 2000er Jahren durch seine erfrischende Art viel Kritikerlob gewinnen konnte, zum Zeitpunkt der Veröffentlichung von Picacho allerdings zunehmend schlechter bewertet wurde.